# Herkulessäulen

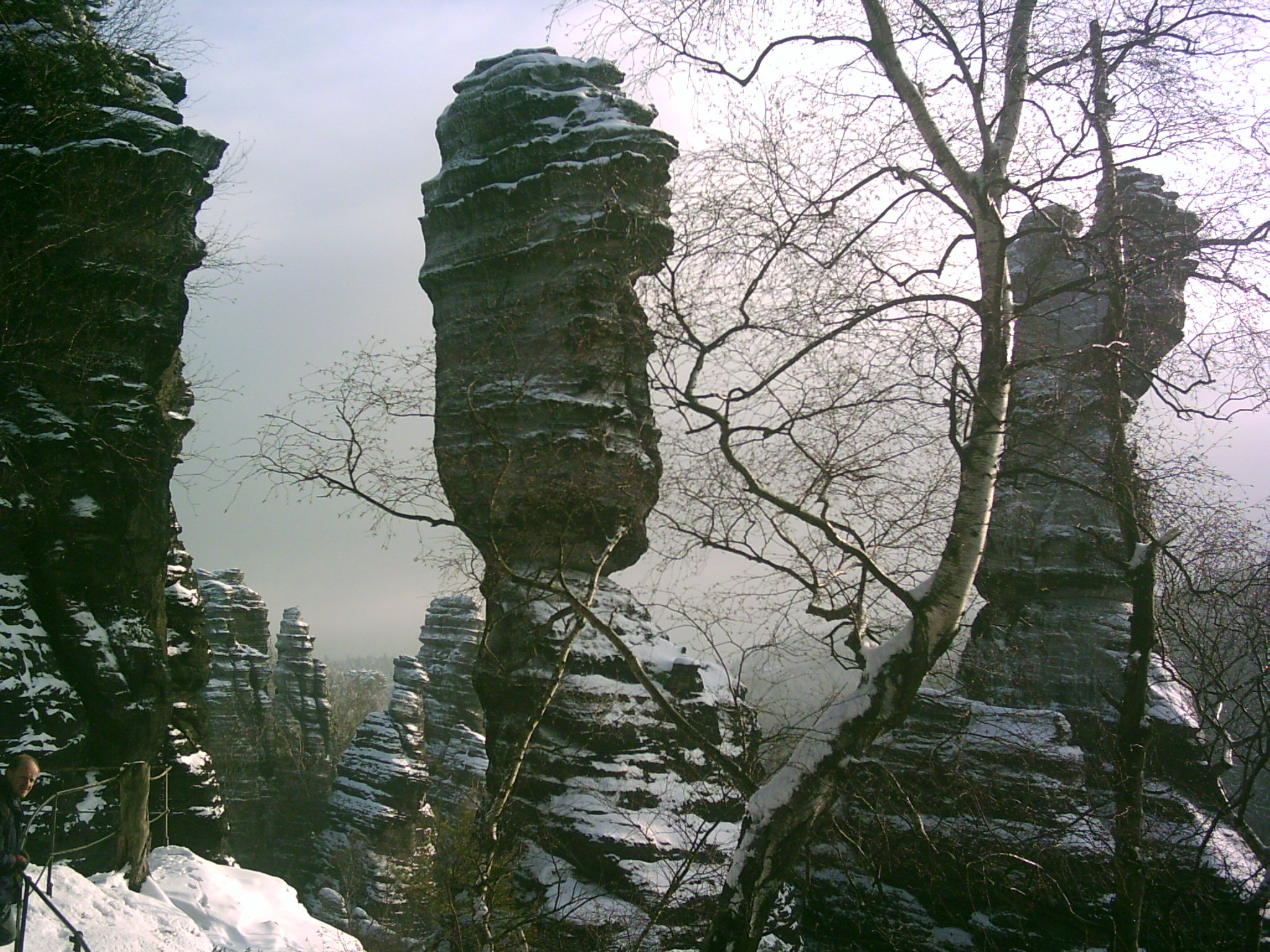
Die Herkulessäulen im Winter von Osten, in der Mitte die Große, rechts die Kleine Herkulessäule

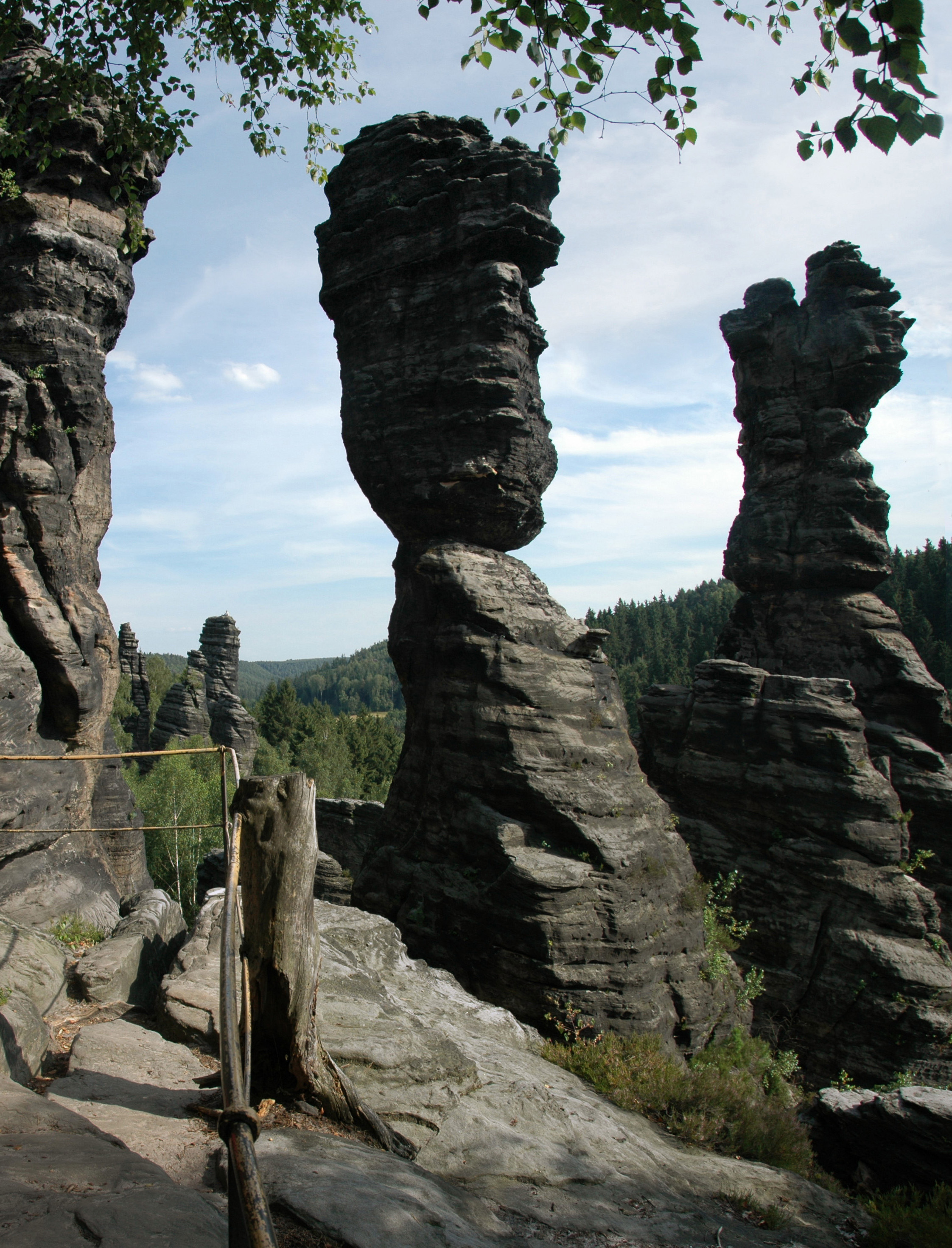
Anblick im Sommer

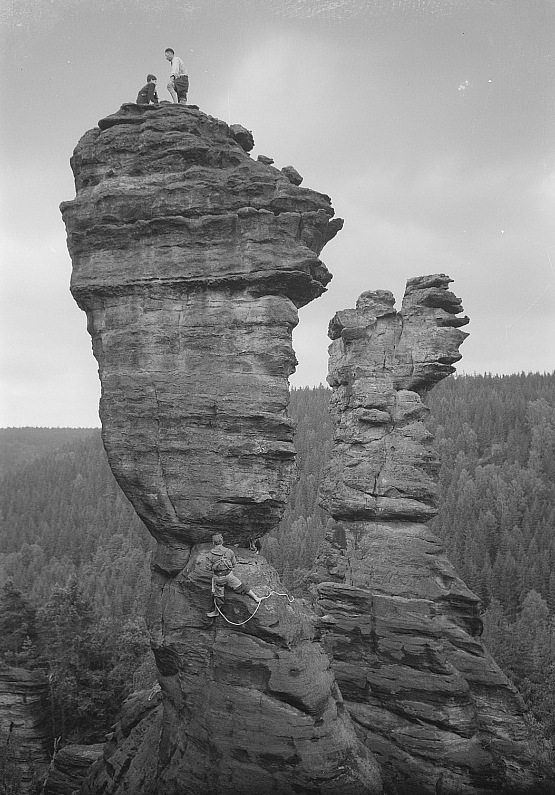
Die Herkulessäulen mit Kletterern, um 1963

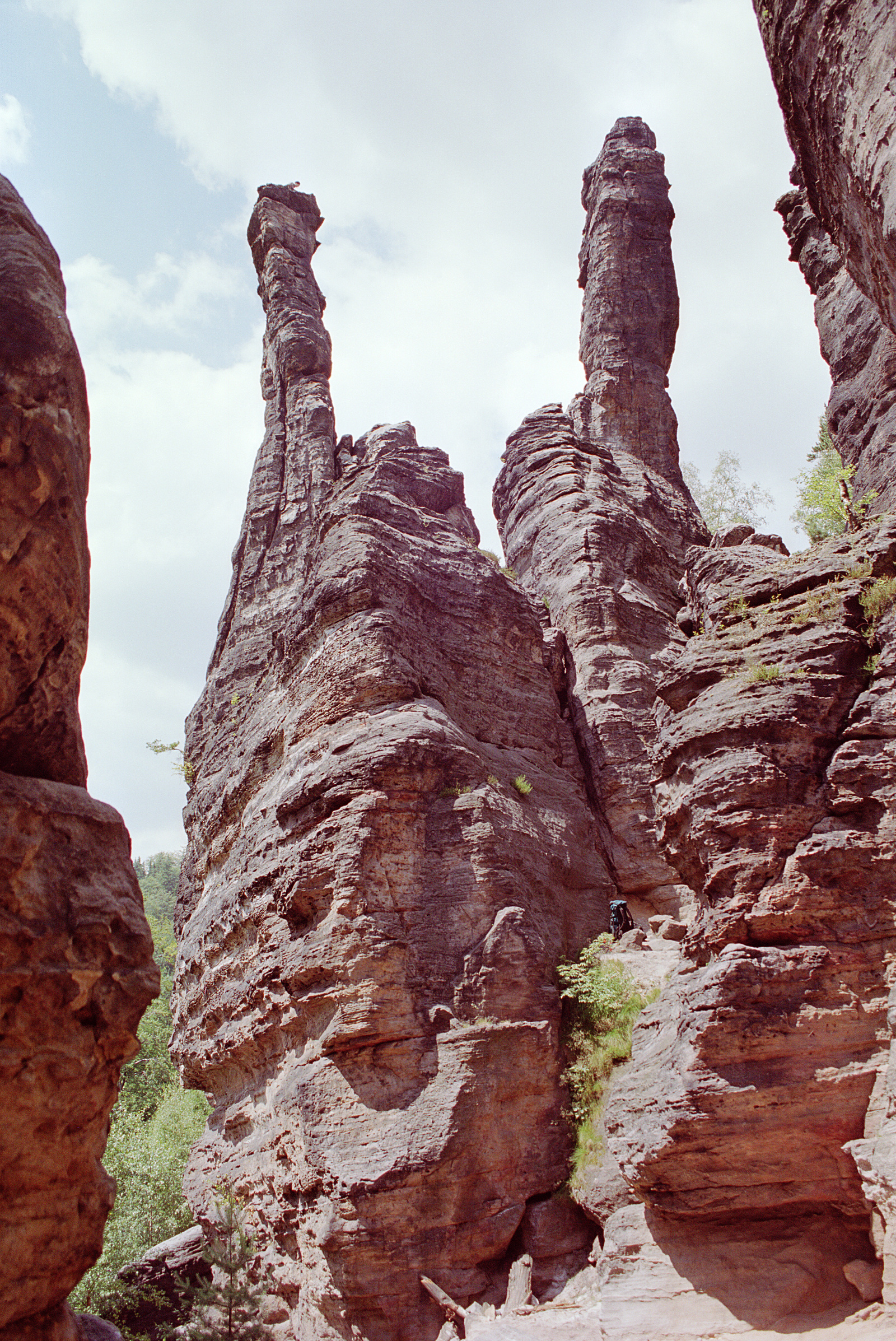
Die Herkulessäulen von Süden, links die Kleine, rechts die Große Herkulessäule

Die Große Herkulessäule und die Kleine Herkulessäule sind zwei schlanke Felstürme im Bielatal in der Sächsischen Schweiz. Sie stehen im oberen Talverlauf zwischen der Schweizermühle und der Ottomühle. Beide Felstürme werden aufgrund ihrer scheinbar fragilen Struktur als Naturwunder bezeichnet. Sie sind mit ihren überhängenden Gipfelköpfen Wahrzeichen des oberen Bielatals und zählen zu den bekanntesten Kletterfelsen des Tals.

## Namensgebung
Ihre Namen erhielten die beiden Herkulessäulen von dem Privatgelehrten Carl Merkel. Dieser veröffentlichte 1826 sein Werk Biela oder Beschreibung der westlichen sächsisch-böhmischen Schweitz, mit dem er die landschaftlich reizvolle Felslandschaft des oberen Bielatals beschrieb. Zuvor hatte bereits Wilhelm Leberecht Götzinger die in der Romantik als sehr pittoresk empfundene Landschaft des Bielatals beschrieben. Merkel legte aber erstmals vielen Felstürmen des Bielatals Namen bei. Dabei ging er überaus fantasievoll vor, die meisten seiner Namensgebungen konnten sich in der Folgezeit nicht durchsetzen, bei manchen ist nicht mehr klar, auf welche Felsstrukturen sich Merkel bezog.
Zu den wenigen Namen, die sich etablierten, zählt die Bezeichnung der Herkulessäulen, angelehnt an die in der Antike verwendete Bezeichnung der beidseits der Straße von Gibraltar aufragenden Berge als Säulen des Herakles. Die Große Herkulessäule wird gelegentlich auch als Nördliche, die Kleine Herkulessäule als Südliche Herkulessäule bezeichnet.
Orientiert am Namen der Herkulessäulen erhielten weitere Klettergipfel in der Nähe abgeleitete Namen, bspw. der Herkuleskopf (von Carl Merkel als Jungfrau bezeichnet), der Herkulessohn und die Herkuleswand.

## Geologie
Die gesamte Felslandschaft des Bielatals besteht im Unterschied zu den rechtselbischen Felsrevieren der Sächsischen Schweiz aus besonders hartem Labiatussandstein der zur sogenannten Schmilka-Formation gehört. Dieser Sandstein stellt die älteste im Turonium entstandene Schicht der Ablagerungen des kreidezeitlichen Meeres dar, aus denen das Elbsandsteingebirge entstand. Innerhalb der Formation wechseln sich Schichten mit geringerer und höherer Widerstandskraft gegenüber den Erosionsprozessen ab. Im Bereich der heutigen Gipfelköpfe der Herkulessäulen wie auch der benachbarten Gipfel und Felswände liegt eine besonders widerstandsfähige Schicht, die zur Ausbildung der oft als bizarr beschriebenen überhängenden Gipfelköpfe führte. Beide Säulen sind etwa 20 Meter hoch, stehen aber auf einem Felssockel, der bei der Kleinen Herkulessäule eine etwa 35 Meter hohe Talseite bildet.

## Klettersport
Als erste der beiden Säulen wurde die Große Herkulessäule 1904 von Rudolf Nake, F. Goldberger und A. Kliche bestiegen. Der heutige Alte Weg wird mit dem Schwierigkeitsgrad V nach der sächsischen Skala bewertet. Ein Jahr später absolvierten Hanns Schueller und Oliver Perry-Smith die erste anerkannte Besteigung der Kleinen Herkulessäule. Der heutige Alte Weg wird mit IV eingestuft.
Zu den als besonders lohnend beurteilten Wegen zählen an der Kleinen Herkulessäule der 1923 von Willy Oehmgen erstbegangene, mit VIIa eingestufte Südweg und Herkules’ Rippe aus dem Jahr 1983 von Dieter List, der mit VIIb eingestuft wird. Insgesamt existieren an der Kleinen Herkulessäule 14 und an der Großen Herkulessäule 8 Kletterrouten im Schwierigkeitsbereich von IV bis VIIIb. Vielen Nichtkletterern erscheinen die Herkulessäulen als zu fragil und unsicher, sie werden als „wacklig“ empfunden. Für beide Gipfel besteht ein Erschließungsverbot für neue Routen.